# Пламен Захов
Пламен Захов (17 януари 1960 г. – 21 март 2003 г.) е български актьор. През кариерата си активно се занимава с озвучаване на филми, сериали и реклами.

## Ранен живот
Завършил е ВИТИЗ „Кръстьо Сарафов“ със специалност Актьорско майсторство за драматичен театър.

## Актьорска кариера
Играл е на сцените на Малък градски театър „Зад канала“, Театрална работилница „Сфумато“ и Общински театър „Възраждане““.
Снимал се е във филмите „Борис I“ и „Денят на владетелите“, както и в чуждестранни продукции.

## Кариера на озвучаващ актьор
Захов се занимава с озвучаване на филми, сериали и реклами от 80-те години до смъртта си през 2003 г. Озвучавал е във филмите, издавани от „Топ Видео Рекърдс“, „Мулти Видео Център“, „Брайт Айдиас“ и „Александра Видео“.
Сред сериалите с негово участие са „Напълно непознати“ (дублаж на bTV), „Туин Пийкс“. „Недосегаемите“, „Спешно отделение“, латиноамериканският „Жената на моя живот“, анимационните „Патешки истории“, „Клуб Маус“, „Легендата за Тарзан“ и много други.
Сред ролите му в нахсинхронния дублаж на филми са Майкъл Джордан в „Космически забивки“, Зак във „Фърнгъли: Последната екваториална гора“, Клейтън в „Тарзан“, Железният гигант, Кент Месли и Ърл Стъц в „Железният гигант“, Гастон в „Красавицата и звярът“ и доктор Мил в „Атлантида: Изгубената империя“.
Работи за кратко като режисьор на дублажи в студио „Александра Аудио“.
Последният филм, който е озвучил е „Звездни рейнджъри“, излъчен за първи път по Канал 1 на 15 март 2003 г., където си партнира с Таня Димитрова, Живка Донева, Даниел Цочев, Александър Воронов и Ивайло Велчев под режисурата на Димитър Караджов.

## Личен живот и смърт
Умира внезапно от сърдечен удар на 21 март 2003 г. До смъртта си е женен за актрисата Татяна Захова, с която имат дъщеря, родена през 1995 г.

## Филмография
- Shark Zone – 2003
- Un caso di coscienza – 2003
- „Тя и той“ – 2002
- Shark Attack 3: Megalodon – 2002
- U.S. Seals II – 2001
- Queen's Messenger – 2001
- „Духът на баща ми“ - 1998
- „Денят на владетелите“ – 1986 - Кудер (във II-ра част)
- Die Verwundung – 1985
- „Борис I“ – 1985, 2 серии
- „Женски сърца“ (тв, 1985)
- „Малкият Содом“ (1984)